# Terremoto del Gran Sasso del 1950-1952
Il terremoto del Gran Sasso del 1950-1952 è stato un insieme di eventi sismici verificatisi tra il 1950 e il 1952 nell'area alle pendici del Gran Sasso d'Italia e dei Monti della Laga, tra le province dell'Aquila, di Rieti e di Teramo.

## Eventi sismici
Si tratta di una delle più intense e durature crisi sismiche ad aver colpito l'area; l'origine sismotettonica è da collegarsi al complesso sistema di faglie dell'Appennino abruzzese ed in particolare alla serie composta dalla faglia dei Monti della Laga (Amatrice-Capitignano) e da quella del Gran Sasso d'Italia (Assergi-Campo Imperatore).
La sequenza cominciò già all'inizio del 1950 come testimoniato da due eventi registrati a marzo nel distretto sismico dei Monti della Laga: il primo si verificò il 7 marzo ed ebbe una magnitudo momento di 4.7 con epicentro nei pressi di Amatrice, mentre il secondo ebbe luogo il 12 marzo e fece registrare una magnitudo momento di 4.2 ed epicentro nei pressi di Accumoli.

### Il terremoto del 5 settembre 1950
La scossa principale si verificò il 5 settembre, intorno alle ore 04:08, facendo registrare una magnitudo momento di 5.8 ed un'intensità pari all'VIII grado della scala Mercalli. Fu preceduta da una forte scossa premonitrice che, secondo le testimonianze dell'epoca, venne avvertita in numerose località.
L'epicentro venne localizzato nella valle del Vomano, tra Campotosto e Nerito, ma gli effetti si propagarono soprattutto sul versante nord-orientale del Gran Sasso. Le località più colpite furono Accumoli e Amatrice nella provincia di Rieti, Arsita, Bisenti, Campli, Colledara, Fano Adriano e Isola del Gran Sasso d'Italia nella provincia di Teramo, Campotosto, Capitignano e Montereale nella provincia dell'Aquila. Si verificarono inoltre due vittime a Farindola, nel pescarese, e un centinaio di feriti in tutto il cratere sismico.
Nonostante l'estensione dei danni, diffusi su tre regioni, il terremoto riscosse debolissimo eco sulla stampa nazionale; ciò viene ricondotto al fatto che il sisma colpì un'area poco densamente abitata, caratterizzata da piccoli centri montani, e  i crolli verificatisi avvennero anche a causa di un'edilizia povera, di tipo rurale, già gravemente danneggiata dalla seconda guerra mondiale.
Al sisma del 5 settembre, seguirono numerose repliche che produssero nuovi danni: le più significative si verificarono il 18 settembre 1950 con danni a Montereale, l'8 marzo 1951 con danni a Pizzoli e il 21 maggio 1951 con danni a Campli. Il 2 agosto 1951 si verificò un sisma avente magnitudo momento di 4.5 nei pressi di Amatrice.

### Il terremoto dell'8 agosto 1951
Un nuovo terremoto si verificò l'8 agosto 1951, alle ore 19:56. Gli ultimi studi ritengono che l'area epicentrale, inizialmente collocata nel teramano, possa coincidere con quella dell'evento del 5 settembre ed è oggi localizzata tra la valle del Chiarino e la valle del Vasto. Il sisma ebbe una magnitudo momento di 5.2 ed un'intensità pari al VII grado della scala Mercalli.
Risultarono particolarmente colpite le località di Cagnano Amiterno e Paganica in provincia dell'Aquila, Isola del Gran Sasso e Nerito in provincia di Teramo.
La sequenza sismica si protrasse anche nel 1952. Successivamente, si verificarono altri forti eventi che non vengono direttamente collegati alla sequenza del 1950-1952: il sisma del 7 ottobre 1956 con epicentro nei pressi di Cagnano Amiterno, il sisma del 24 giugno 1958 con epicentro nei pressi dell'Aquila e i terremoti del 16 marzo 1960 e 27 luglio 1963 con epicentro nei pressi di Amatrice.